# سوريبو تكنولوجيز

الصفحة الرئيسية للوقع في متصفح سوريبو براوزلورير على نظام تشغيل ويندوز إكس بي

سوريبو تكنولوجيز هي شركة للبرامج الحرة، تطلق منتجاتها (أي البرامج، لأنها منتجاتها الوحيدة) مجانًا على الإنترنت في موقع سوريبو دوت كوم.

## برامجها
- سوريبو براوزلورير («سوريبو ويب براوزير» سابقًا)
- سوريبو بيكابتشير
- سوريبو بينيتا
- سوريبو تكست إديتور
- سوريبو كاليندر (لم يعد متاحا للتنزيل)
- سوريبو إماكويس

## التاريخ
بدأت الشركة علنيًا في مارس 2009.